# Aristote Nsiala
Aristote Nsiala (Kinshasa, 25 marzo 1992) è un calciatore congolese (Repubblica Democratica del Congo), difensore dello Shrewsbury Town.

## Carriera

### Club
Ha giocato tra la seconda e la quinta divisione inglese.

### Nazionale
Nel 2012 ha giocato la sua unica partita in carriera in nazionale, in un incontro valevole per le qualificazioni alla Coppa d'Africa 2013.

## Statistiche

### Cronologia presenze e reti in nazionale
| Cronologia completa delle presenze e delle reti in nazionale ― RD del Congo | Cronologia completa delle presenze e delle reti in nazionale ― RD del Congo | Cronologia completa delle presenze e delle reti in nazionale ― RD del Congo | Cronologia completa delle presenze e delle reti in nazionale ― RD del Congo | Cronologia completa delle presenze e delle reti in nazionale ― RD del Congo | Cronologia completa delle presenze e delle reti in nazionale ― RD del Congo | Cronologia completa delle presenze e delle reti in nazionale ― RD del Congo | Cronologia completa delle presenze e delle reti in nazionale ― RD del Congo |
| Data                                                                        | Città                                                                       | In casa                                                                     | Risultato                                                                   | Ospiti                                                                      | Competizione                                                                | Reti                                                                        | Note                                                                        |
| --------------------------------------------------------------------------- | --------------------------------------------------------------------------- | --------------------------------------------------------------------------- | --------------------------------------------------------------------------- | --------------------------------------------------------------------------- | --------------------------------------------------------------------------- | --------------------------------------------------------------------------- | --------------------------------------------------------------------------- |
| 17-6-2012                                                                   | Kinshasa                                                                    | RD del Congo                                                                | 3 – 0                                                                       | Seychelles                                                                  | Qual. Coppa d'Africa 2013                                                   | -                                                                           | ?’                                                                          |
| Totale                                                                      |                                                                             | Presenze                                                                    | 1                                                                           |                                                                             | Reti                                                                        | 0                                                                           |                                                                             |